# Турчинцы
Турчинцы (укр. Турчинці) — село в Городокском районе Хмельницкой области Украины.
Население по переписи 2001 года составляло 590 человек. Почтовый индекс — 32042. Телефонный код — 3251. Занимает площадь 0,267 км². Код КОАТУУ — 6821287103.

## Местный совет
32041, Хмельницкая обл., Городокский р-н, с. Радковица